# アイオワ・トラクション鉄道

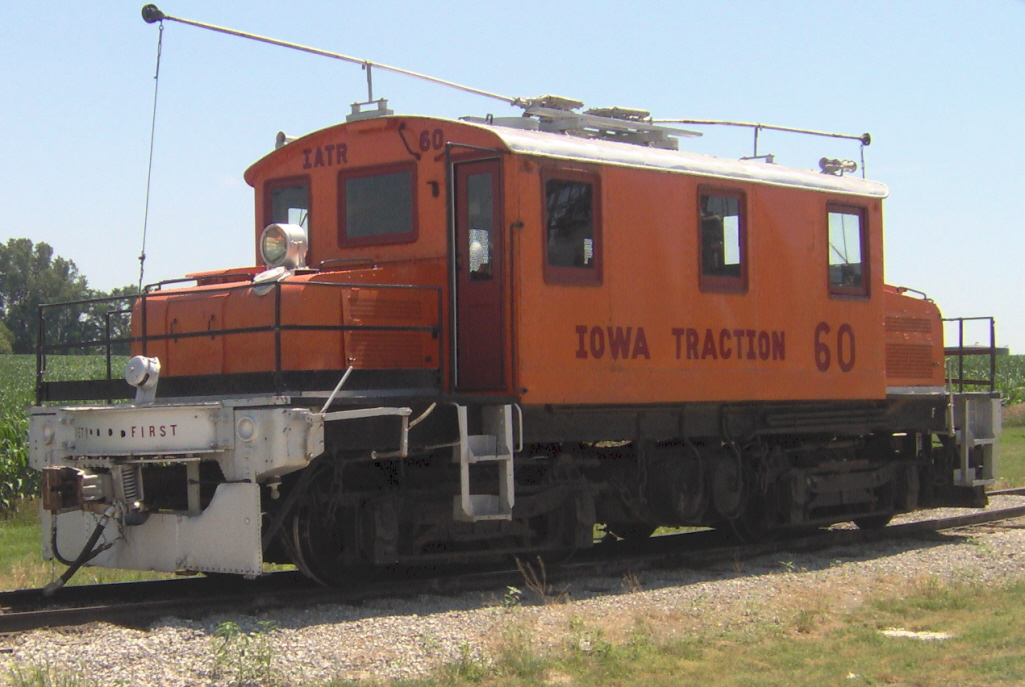
アイオワ・トラクション鉄道の電気機関車60号

アイオワ・トラクション鉄道 (Iowa Traction Railroad) は、アメリカ合衆国アイオワ州に存在する電気運行の貨物鉄道である。その前身は旅客電車を運行したインターアーバンであり、北米で電気運行を行う数少ない民営鉄道である。現在はプログレッシブ・レイルの傘下である。

## 概要
アイオワ・トラクション鉄道の歴史は、1896年のメーソン・シティ・アンド・クリアー・レイク鉄道に遡る。旅客輸送は1897年に始められた。自家用車との競争が激しくなった1926年には従来の大型電車に代えて小型軽量車両を導入したが、そうした経営努力も実らず、1936年には旅客輸送をバスに置き換えている。
この路線が現在まで生き残ることができたのは貨物輸送に成功したからであるが、その成因はメーソン・シティでシカゴ・グレート・ウェスタン鉄道に連絡していたことである。インターアーバンの貨物輸送は、中距離旅客輸送で対立していた幹線旅客鉄道との連絡輸送ができずに失敗に終わるケースが多かったが、シカゴ・グレート・ウェスタン鉄道はインターアーバンとの連絡貨物輸送に協力的な数少ない幹線鉄道会社であった。そのため、旅客輸送廃止後も連絡貨物輸送で安定的な収入を得ることができたのである。
なお、この路線の名称は所有者の変遷に伴い、1950年にメーソン・シティ・アンド・クリアー・レイク・レイルロード、1961年にアイオワ・ターミナル・レイルロードと名前を変え、1987年に現在の名前になっている。現在では、かつてのシカゴ・グレート・ウェスタン鉄道の路線を引き継いだユニオン・パシフィック鉄道とアイオワ・シカゴ・アンド・イースタン道の連絡貨物を運送している。
2012年秋にミネソタ州に本拠を持つショート・ライン鉄道所有会社プログレッシブ・レイル（Progressive Rail, Inc.）に買収された。

## 車両
貨物列車牽引用として4両の小型電気機関車が存在している。いずれも他のインターアーバン路線から移籍してきたものである。また、1963年に廃止されたインターアーバンのシカゴ・ノースショアー・アンド・ミルウォーキー鉄道の旅客用電車、727号が動態保存され、イベント用として時たま走行している。